# カーヒーター
カーヒーター（英: Car Heater）とは、自動車に装備されているヒーターである。元々は独立した暖房器具であったが、今日ではカーエアコンの機能の一部に組み入れられている。主に内燃機関の冷却水の熱を用いる。

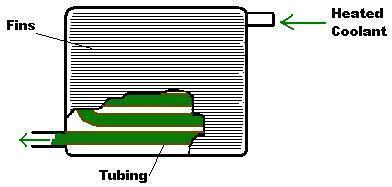

## 方式

### 水冷エンジン
エンジンで暖められたクーラントがヒーターコア内部のコルゲートチューブを通る際に、キャビン内の空気との熱交換を行う。コルゲートチューブの周りには多数の放熱フィンが張り巡らされ、ブロワーファンの風により強制的な熱伝導が行われている。

#### 動作概念

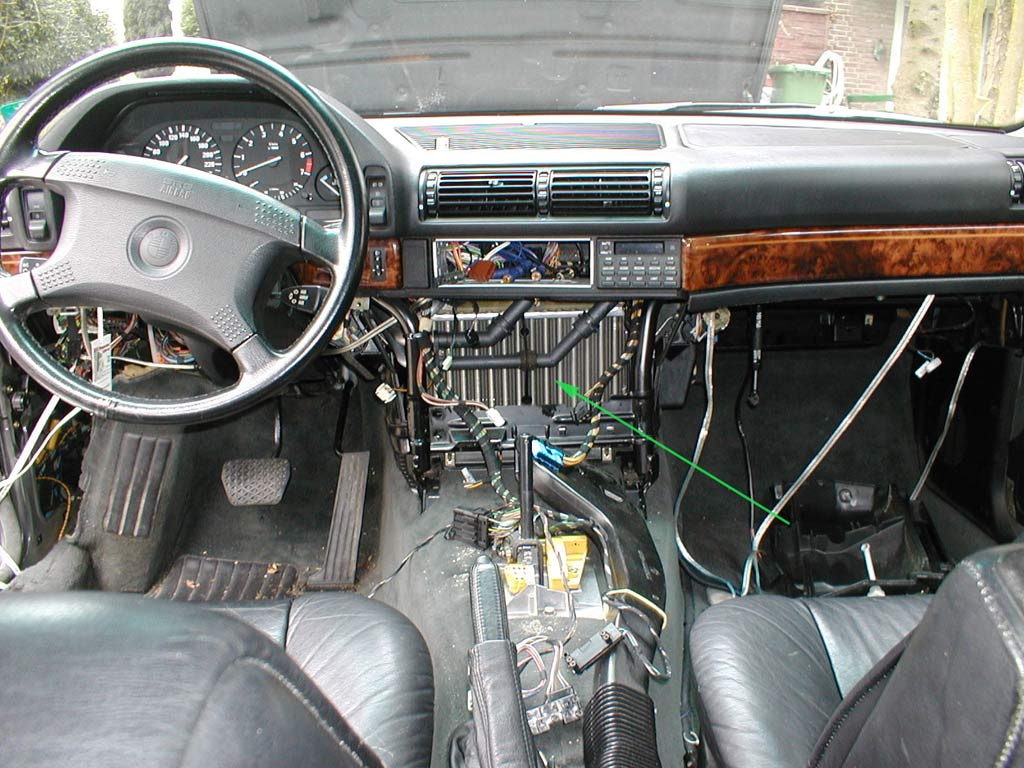
BMW E32のダッシュボードを部分的に分解したところ。緑色の矢印で示された部分がヒーターコアである。

ヒーターコアは小さなラジエーターであり、ダッシュボードの内部におさめられている。材質は熱伝導性の高いアルミニウムや真鍮が用いられ、表面積を増すために多数のフィンが取り付けられたコルゲートチューブ内をエンジンで熱せられた冷却水が通る際に、熱交換を行う。
車両の換気システムを構成するブロワーファンは、ヒーターコアに強制的に風を当てることで冷却水とキャビンの空気の熱交換を促進させ、温風を車内各所に送風する。かつては手動式ベンチレーターからの走行風取り込みのみでヒーターコアから温風を発生させる車種も存在したが、現在では事実上ヒーターコアとブロワーファンはカーヒーターにとって不可分の存在となっている。
ヒーターコアによる熱交換はエンジン排熱の再利用にあたる。通常、室内用エアコンの暖房機能では蒸気圧縮冷凍サイクルを4方弁と呼ばれるバルブを用いて冷房サイクルとは逆方向に冷媒ガスを回し、室外機側で冷風を放出、室内機側で冷媒の熱を放熱させることで暖房を成立させているが、水冷エンジンの場合にはヒーターコアでの排熱再利用の方がエンジンに負荷が掛からず合理的なため、後述のホットガス式ヒーターを除いて、コンプレッサーを用いた暖房は用いられない。

#### 作動制御
エンジンの暖機が完了すると、冷却水はサーモスタットによって一定の温度範囲に保たれる。車両内部に配送される暖房風の温度は、ヒーターコアを通過する冷却水の量を制限する流量弁を使用するか、カーヒーターに入る空気通路に可動式シャッターを設けてヒーターコアの通過風の量を制限することで制御される。いくつかの車ではこの二つの制御方法を組み合わせた制御機構を用いている場合がある。
初期のカーヒーター搭載車などシンプルなシステムでは、ドライバーが流量弁のロータリーノブや可動式シャッターの開閉レバーを直接操作することで制御を行っていたが、現在のカーエアコン搭載車では流量弁やシャッターは電子制御にて開閉が行われている。
近年のフルオートエアコンに採用例の多いデュアルクライメイトコントロールを採用し、運転席側と助手席側で独立した温度制御を行っている車両や、後部座席用のリアエアコンを採用する高級車、或いは天井側から車内の空調制御を行うオーバーヘッドエアコンを採用する大型車両の場合、二つ以上の独立したヒーターコアを有する場合がある。独立したヒーターコアにそれぞれ冷却水を異なる量通過させる制御を行うことで、座席ごとに最適な温風制御を行っている。

#### 主要な問題
ヒーターコアは多数の屈曲を持つ小さな配管で構成されている。クーラントが適切な間隔で交換されていなかったり、クーラント交換の際に清浄な水道水などで冷却系統が洗浄されていない場合には、ヒーターコアの配管に詰まりが発生する可能性がある。目詰まりが発生すると、カーヒーターが正常に動作しなくなる。ラジエーター側の詰まりやサーモスタットの動作不良など何らかの原因で冷却水流量が制限されている場合は暖房能力が阻害され、冷却系統内へのエア噛みなどでヒーターコアに気泡が存在する場合などで冷却水が失われている場合には暖房能力が失われてしまう。ヒーターコアの流量弁の作動不良によっても同様の状態が発生する。

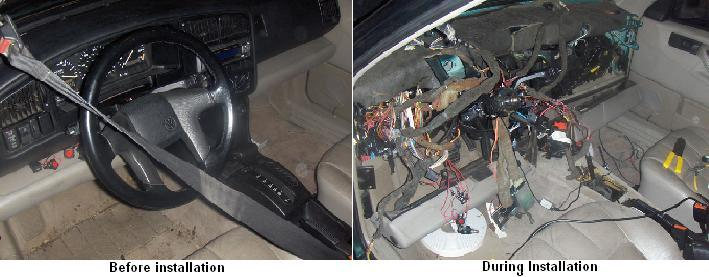
フォルクスワーゲン・パサートにおけるヒーターコア交換作業

#### その他の問題
ヒーターコアを用いる温水式カーヒーターは、冷却水（クーラント）が暖まらなければ暖房が利かないため、冷間始動後の暖機運転中は暖房が効き始めるまでに時間がかかる。寒冷地仕様が用意される極めて寒冷な地域ではこの欠点が特に顕著となるため、場合によっては後述の燃焼式ヒーター等の冷却水に頼らない暖房システムか、始動前に電熱線で冷却水を予熱するブロックヒーターの後付けが必要となる場合もある。一部のハイブリッドカーではエンジンが稼動している時間が短いために冷却水が温まらず、結果として暖房が効かない。そのため、暖房のためだけにエンジンを稼動させることとなり、夏よりも冬に燃費が悪化するケースもある。また、電池式電気自動車では、原動機の廃熱を利用できないために一部の車種では後述のPTCヒーターでヒーターコア内の水を温めて発熱する暖房を用いている。

#### 歴史

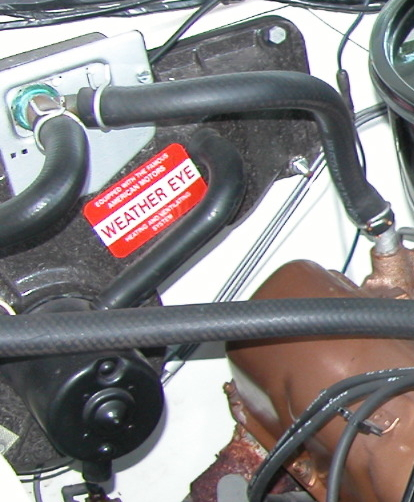
1967年式AMC Marlinのバルクヘッドに取り付けられたウェザーアイシステム。21世紀初頭でも水冷エンジン自動車のヒーターコアまわりはこのシステムとほぼ同種のものが用いられている

ヒーターコアを用いた温水式カーヒーターの歴史は、1938年にアメリカ合衆国の中堅自動車メーカーであったナッシュ・ケルビネーターが水冷自動車用暖房システムとして設計した"Conditioned Air System"に始まる。その特徴は、エンジンの冷却水を室内のヒーターコアに引き込み、ベンチレーターから取り込んだ清浄な外気を電動ファンによってヒーターコアに当てることで暖房を行うもので、燃焼式ヒーターなどに頼るしかなかった当時のカーヒーター事情としては非常に画期的で合理的なものであった。
ナッシュは1939年にはこのシステムにサーモスタットを追加した発展型のヒーターシステム・ウェザーアイ(Weather Eye)を発売した。サーモスタットにより温度が自動調整され、また暖房に内気循環モードの選択を可能とした。さらに翌1940年には、フロントウインドシールド内側に送風することで窓内側の曇りや外側の凍結を抑えるデフロスター機能と、外気のちり、ほこりを濾過する使い捨てフィルターを採用した。1954年にはウェザーアイはカークーラーシステムと組み合わされた世界初のカーエアコンシステム、オールウェザーアイ(All Weather Eye)に発展した。同年にナッシュがハドソンと合併してアメリカン・モーターズ(AMC)となった後も、ウェザーアイのブランドは長く使われた。
ウェザーアイと同時期の1938年、やはりアメリカの弱小自動車メーカーであったハップモビル(Hupmobile)でも同様の温水式カーヒーターであるEvanair-Conditionerが開発された。室内からの操作によりヒーターコアを通過した空気が温風となって室内に導入されるシステムであったが、Evanair-Conditionerはウェザーアイとは異なり、ヒーターコアがエンジンルーム内に置かれ、ボンネット上のエアスクープから外気が取り込まれた。
基本的なカーヒーターのシステムとして、これらの機構は既に完成の域に達しており、その後のほぼ全ての自動車に利用されて現在に至っている。一般には、車室内にヒーターコアを引き込んだナッシュ・ウェザーアイの手法が主流であるが、これは外気導入・内気循環の切り替えや温度調整といった実用面で総合的に優位であることによる。
日本車では戦後の1956年式トヨタ・クラウンにおいて、上位グレードであるデラックスに搭載されたのが始まりである。ただしナッシュのごとく完全なビルドイン型ヒーター普及は1960年代に入ってからで、それまでは前席側足元中央に、「だるまヒーター」などと呼ばれるヒーターコアと送風ファンがセットになったドラム型ヒーターを後付けするオプション構造が一時的に主流であった。
ハップモビルのようにエンジンルーム内にヒーターコアを持たせる設計では、1966年のスバル・1000が特異な実例として知られる。このモデルでは、冷却ファンを持たないメインラジエーターより手前に当たる直列配置の配管に、電動冷却ファン付きの小型サブラジエーターが付いており、車内からの操作で、この電動ファンとサブラジエーターの排熱を強力な温風ヒーターとして利用できた。しかし外気導入専用で内気循環ができず、雨天時に車内の窓が曇りやすかったり、温暖な季節でもデフロスターが温風でしか使えない欠点があり、その後のスバル車は短期間で一般的な車内ヒーターコア方式に移行している。
なお、独立した車内送風機構を持たないトラックなどで、エンジンルームのラジエーター背後直後から導風口を車室内に向けて開け、走行中にラジエーター排熱で暖まった空気を車内に導入するタイプの簡易なラム圧ヒーターの事例が、1950年代末から1960年代にかけて見られたが、温風吹き出し口が乗員の足元周囲に限られ、本格的な温風ヒーターに比べると性能が著しく劣ること、強制送風でないためデフロスター機能が与えられないことから、あまり定着しなかった。

### 空冷エンジン

#### ヒートエクスチェンジャー
空冷エンジンは冷却水を持たない構造上、ヒーターコアを使用することが出来ない。そのため、エンジンの回転中非常に高温となるエキゾーストマニホールドの周囲をシュラウドで囲んだ上で、その内部に外気を通して加熱し、室内に温風を導入するヒートエクスチェンジャーと呼ばれるシステムが用いられた。温度制御は加熱された温風と加熱されていない外気を混合することで行われたが、設計によっては排気系統にリークが発生した際に最悪の場合室内に排気ガスの致死的な充満が発生する、安全上の問題を引き起こす可能性があった。また、キャブレターやインテークマニホールドの接合部の状態によっては室内にガソリン臭が立ち籠める場合もあり、温水式ヒーターと比べて快適性にやや難があった。
こうしたヒートエクスチェンジャーによるカーヒーターはフォルクスワーゲン・タイプ1やポルシェ・911で広く採用された。ヒーターコアを用いた温水式カーヒーターと比較しても、ヒートエクスチェンジャー構造の排気管に交換するだけで暖房機能が取り付けられるためにコストも安く、日本車では戦後の国民車として活躍したスバル・360がこの形式を採用、当時は最高級車のクラウン・デラックスにしか装備されなかったカーヒーターが日本の大衆車にも広く採用された。
しかし、極端な寒冷地に置いては空冷エンジンではオーバークールを引き起こしやすく、結果としてカーヒーターが殆ど利かなくなる欠点もあった。そのため、タトラなどの空冷エンジン車製造メーカーではこうした形式のヒーターを採用せず、後述の燃焼式ヒーターを空冷エンジン車の主要なカーヒーターとして採用し続けた。ポルシェ911もメインヒーターはヒートエクスチェンジャーとしながらも、補助ヒーターとして燃焼式ヒーターも装備していた。
派生的用途としては、1970年代にマツダのロータリーエンジンがマスキー法を突破するために採用した二次空気導入装置の一種であるサーマルリアクターに、このヒートエクスチェンジャーが採用されたことが知られている。サーマルリアクターによって燃費が悪化した排ガス対策車両の燃費改善のために、排気管の中途にエアポンプからの送風を予熱するためのヒートエクスチェンジャーを装着し、1975年型エンジンでは1973年比40%の燃費改善を達成した。この開発作業はフェニックス計画と名付けられた。ただし、マツダのヒートエクスチェンジャー機構の着想元は、空冷ポルシェのカーヒーターではなく、技術者の自宅に取り付けてあった瞬間湯沸器の内部機構である。

#### 強制空冷エンジンの排熱単純利用
強制空冷エンジンはエンジンの周囲が大きなシュラウドで取り囲まれ、エンジン動力の一部で駆動されるシロッコファンなどの吸い込み式ファンで外気をシュラウド内に引き込み、強制的に空冷フィンに当てて冷却を行う。こうしてエンジンに直接触れて熱された空気を、ヒートエクスチェンジャーを介さずにそのまま車内に送り込むタイプの空冷エンジン車ヒーターの事例も古くから存在した。よく知られる事例はシトロエン・2CVやフィアット・ヌオーヴァ500のような、ごく簡易な空冷エンジン車のケースである。
この方式はヒーターとしては最も原始的で構造簡単な部類であるが、エンジンに触れた空気をそのまま車内に取り込むため、車内にガソリンやオイルの臭気が入り込む場合がある。また根本的に温度が安定せず、補助的な電動ブロワーファンを持たない場合には暖房能力の絶対的な不足やデフロスター機能を設けられないといった問題を伴う（2CVやヌオーヴァ500にはデフロスターはあるが、送風はエンジンの冷却ファン圧力のみに頼る構造のため、温度や風量の調節が難しい場合がある）。このため、簡易型の空冷エンジン車自体が市場から消えるのと軌を一にして用いられなくなった。

### 燃焼式ヒーター
燃焼式ヒーターとは、自動車燃料であるガソリンや軽油を直接の燃料として運転する小型のヒーターであり、建築用暖房でいうところのFF式石油ファンヒーターに類似した構造の暖房器具である。車両の換気システムの配管中途に割り込ませる様な形で取り付けられ、電気式のイグナイターで点火を行い、外側のヒーターユニット内で燃料を燃焼させ、空気が内側の通気管を通り抜ける際に加熱（熱交換）を行う。
冷却水や空冷フィンの放熱などエンジンの排熱に頼らない暖房であり、作動開始と同時に温風が発生することが特徴である。発生熱量は5,000から50,000 BTUにも達する。その高性能さ故にキャンピングカー、軍用車両、船舶、鉄道車両、一部の航空機でも用いられている。
燃焼式ヒーターの歴史は第二次世界大戦前の1930年代にまで遡る。自動車用として最初に開発を行ったのはカナダ人のHarry J. McCollumによるSouth Wind heatersであり、McCollumは1934年にシカゴでStewart Warner companyを設立、アメリカ市場向けに市販を開始した。Southwindヒーターはアメリカ軍でもModel M978 heaterとして制式採用され、1950年代から1960年代にかけての軍用車両に幅広く搭載された。市販車では1940年代のフォード車から1970年代のフォルクスワーゲン車で純正採用された。 1948年時点の記録では民間車両、軍用車、航空機向けなどに合計300万台以上を売り上げたという。
また、当時の空冷エンジン車では、エンジンの熱のみでカーヒーターを成立させることは技術的にも（北米や北ヨーロッパの）気候条件面でも困難であった。そうした時代の空冷エンジン車には燃焼式ヒーターが主要なカーヒーターとして第二次世界大戦後の1960年代に至るまで広く用いられていた。現在でも極めて寒冷な北欧に限らず、パーキングヒーターや補助ヒーターとして、冷却水が暖まるまでの暖房として燃焼式ヒーターが純正もしくはディーラー後付けで広く用いられている。ポルシェ・911の純正でも採用されたドイツのエバスペッヒャーやベバストのシェアが高く、日本でもミクニや五光製作所などが輸入およびライセンス生産を行っており、その他のメーカーの機種もトラック・バス・キャンピングカー向けを中心に市販されている。
内部で燃料にガソリンや軽油を用いる構造上、作動させ続けるとどうしても燃費に直接的な悪影響が出る。また、燃焼の際には必ず一酸化炭素や二酸化硫黄を含む排気ガスが発生するため、排気口の施工や通風パイプの接続には特別な注意が必要となる。また、内部にすすが堆積するため定期的な清掃も必要となる。劣化（変質）燃料などの不適切な燃料の混入によっても不完全燃焼などの危険な燃焼状態が発生しうる。そのため、航空機での燃焼式ヒーターは、安全指令に関わる定期点検品目に指定されている。

### ブロックヒーター

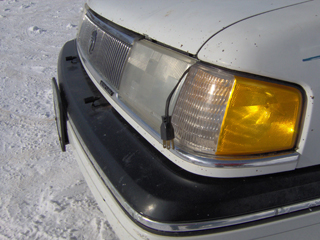
ブロックヒーターが取り付けられた車両。このコードをコンセントに繋ぐことで予熱が行える。

ブロックヒーターとは、極めて寒冷な地方でエンジン停止中の冷却水の凍結を防ぎ、始動を容易にする電熱器である。自動車メーカーのオプション品や用品として用意されているほか、後付けの社外品も市場に流通しており、シリンダーブロックやシリンダーヘッドのコアプラグと交換するものや、ラジエーターホースに割り込ませるように装着する製品などが存在する。こうした機器を利用することで、始動性の向上に加え、温水ヒーターの暖房効果をより早く発揮させることが可能となる。
ブロックヒーターは特に寒冷な気候である北アメリカ北部やカナダ、北欧で多く用いられる。最初の製品はノースダコタ州のAndrew Freemanが1947年に開発し、1949年に特許取得したものである。

### ホットガス式ヒーター
ホットガス式ヒーターとは、室内用エアコンと同じく蒸気圧縮冷凍サイクルのカークーラーのコンプレッサーと冷媒ガスを利用して暖房を行うもので、デンソーにより開発された製品である。
室内用エアコンと異なる点は、室内用エアコンは4方弁と呼ばれるバルブを用いて室外機と室内機の冷媒ガスの流れを逆転させ、室内機でコンプレッサーで圧縮された冷媒ガスの凝縮(=室内への放熱)を行い、室外機で凝縮され液化した冷媒ガスの気化による冷風の放出を行うことで暖房サイクルを成立させているのに対して、ホットガス式ヒーターでは圧縮されて蓄熱した冷媒ガスをそのまま室内のエバポレーターとは別系統に存在する熱交換器に送り込んで放熱を行い、その後の冷媒ガスは外部のコンデンサーで冷風を作り出すことなく直接コンプレッサーに返送される点にある。
現在の処は寒冷地仕様のトヨタ・ハイエースなどに搭載される程度に留まり、その地位も冷間時におけるヒーターコアによる暖房の弱さを補う補助暖房としての位置付けに留まっている。

### PTCヒーター
PTCヒーターとは、周辺温度を自己判断して放熱量制御を行う電熱線ヒーターの一種である。PTCはPositive Temperature Coefficientの略である。
自動車においてはホットガス式ヒーターと同じく、始めは寒冷地仕様の補助ヒーターとして登場した。近年では三菱・i-MiEVにおいてメインのカーヒーターとして採用されている。一般的なガソリンエンジンやディーゼルエンジン車においては、ブロックヒーターと同様にエンジンの暖機を補助する効果があり、トヨタ・プリウスなどのハイブリッドカーにおいては、ヒーター作動のためだけにエンジンを始動することを抑制できるので、寒冷時の燃費悪化をある程度抑制できる効果がある反面、i-MiEVでは重要な熱源となるエンジンが存在しない電気自動車にカーヒーターを搭載するための苦肉の策であり、動力源である電力を直接消耗してしまうために作動によって航続距離が短くなってしまう欠点も混在している。

### ヒートポンプ
エアコンの熱交換を逆にすることで、車外から熱を奪い車内に熱を放出するヒートポンプという仕組み（冷暖房付きルームエアコンと同じ方法）で温めるヒーターを世界で始めて日産・リーフに搭載した。一般的にヒートポンプによる暖房は、上記のPTCヒーターなど電熱線式と比べると効率は良いが、それでも燃料/電気は余分に消費する。